# Morti nel 1475
| Questa pagina contiene informazioni ricavate automaticamente dalle voci biografiche con l'ausilio del template Bio e di un bot. L'aggiornamento è periodico e automatico e ricostruisce completamente la pagina. Se manca una persona in questa lista, sei pregato di non aggiungerla, ma accertati piuttosto che la sua voce biografica contenga il template Bio e che i dati anagrafici siano correttamente compilati. Se il template Bio manca, inseriscilo tu stesso o, in alternativa, metti l'avviso {{tmp\|Bio}} che ne segnala la mancanza. Se i dati riportati sono sbagliati, correggi direttamente la voce biografica; le modifiche saranno visibili in questa lista entro pochi giorni. Per chiarimenti vedi il progetto biografie. La lista contiene solo le 54 persone che sono citate nell'enciclopedia e per le quali è stato implementato correttamente il template Bio. Pagina aggiornata al 2 mag 2025. |

## Febbraio(2)
- 4 febbraio - Giovanni Andrea Bussi, umanista e vescovo cattolico italiano (n. 1417)
- 24 febbraio - Carlo I di Baden, sovrano tedesco (n. 1427)

## Aprile(2)
- 13 aprile - Matteo Palmieri, umanista e politico italiano (n. 1406)
- 15 aprile - Ludovico I di Saluzzo, marchese italiano (n. 1405)

## Maggio(1)
- 6 maggio - Dieric Bouts, pittore olandese

## Giugno(3)
- 7 giugno - Vincenzo Amidani, funzionario italiano (n. 1410)
- 13 giugno - Giovanna d'Aviz, principessa portoghese (n. 1439)
- 30 giugno - Vannetta Toschi, nobile italiana (n. 1419)

## Agosto(3)
- 15 agosto - Gijsbrecht van Brederode, vescovo cattolico tedesco (n. 1416)
- 18 agosto - Gerardo di Jülich-Berg, nobile tedesco
- 30 agosto - Roberto Valturio, storico italiano (n. 1405)

## Settembre(4)
- 6 settembre - Adolfo II di Nassau, arcivescovo cattolico tedesco (n. 1423)
- 8 settembre - Alano della Rupe, teologo francese (n. 1428)
- 17 settembre - Muhammad Shah di Pahang, sovrano malese
- 21 settembre - Antoine I de Croÿ, nobile e militare belga

## Ottobre(1)
- 5 ottobre - Paolo Moerich, religioso e scultore tedesco

## Novembre(5)
- 3 novembre - Bartolomeo Colleoni, condottiero italiano (n. 1395)
- 10 novembre - Giorgio di Matteo, scultore, architetto e urbanista dalmata
- 11 novembre - Philippe de Lévis, cardinale francese (n. 1435)
- 11 novembre - Leonardo della Rovere, nobile italiano (n. 1445)
- 20 novembre - Antoniotto da Cabella, mercante e politico italiano (n. 1420)

## Dicembre(2)
- 9 dicembre - Luigi di Lussemburgo-Saint-Pol, generale francese (n. 1418)
- 10 dicembre - Paolo Uccello, pittore italiano (n. 1397)

## Senza giorno specificato(31)
- Timurbugha, sultano
- Arnau Fonolleda, politico spagnolo (n. 1390)
- Bertola da Novate, ingegnere italiano (n. 1410)
- Alice Chaucer, nobile inglese (n. 1404)
- Bartolomeo Cipolla, giurista e diplomatico italiano (n. 1420)
- Ursina Colleoni, nobildonna italiana (n. 1434)
- Comando Comandi, insegnante italiano (n. 1411)
- Albrecht von Eyb, umanista tedesco (n. 1420)
- Gabriele Francesco Farnese, nobile e militare italiano
- Teodoro Gaza, umanista e traduttore bizantino
- Henry Holland, III duca di Exeter, nobile inglese (n. 1430)
- Onorato I Lascaris di Ventimiglia, politico italiano
- Luisa d'Angiò, nobile (n. 1445)
- Antonio Malatesta, vescovo cattolico italiano
- Baldo Martorelli, umanista italiano
- Masuccio Salernitano, scrittore italiano
- Albert van Outwater, pittore olandese
- Isabella Paleologa, nobile (n. 1419)
- Katherine Percy, nobile inglese (n. 1423)
- Peter von Pusica, architetto austriaco (n. 1400)
- Radu III il Bello, sovrano rumeno (n. 1438)
- Maria di Savoia, nobile italiana (n. 1448)
- Simonino di Trento, italiano (n. 1472)
- Teodosio, monaco cristiano russo
- Lope III Ximénez de Urrea y de Bardaixi, nobile e politico spagnolo (n. 1405)
- Giovanni I Ventimiglia, nobile, politico e militare italiano (n. 1383)
- Georg Walter, giurista tedesco (n. 1420)
- Giovanna d'Aragona, nobile italiana (n. 1455)
- Aura da Montefeltro, nobile italiana
- Jean de Wavrin, militare e letterato francese (n. 1395)
- Volrado I di Waldeck, nobile tedesco